# Catalunya en Comú-Podem
Catalunya en Comú-Podem és una coalició electoral d'esquerres i sobiranista —creada per a les eleccions al Parlament de Catalunya de 2017—formada per Catalunya en Comú, Podem, Barcelona en Comú, Iniciativa per Catalunya Verds i Esquerra Unida i Alternativa; i també amb el suport d'Equo Catalunya. La candidatura està liderada per Xavier Domènech.
Domènech va ser-ne el candidat a les eleccions generals de 2015 i 2016 encapçalant En Comú Podem, i va obtenir-ne la victòria en les dues de manera consecutiva.

## Història

### Context previ
Catalunya en Comú és una formació política que actua en l'àmbit de Catalunya. Es van presentar el 19 de desembre de 2016 a Barcelona, en un acte on es va informar que una part del grup impulsor estava format per membres d'ICV, EUiA, Podem i Equo; i amb el suport de noms com Vicenç Navarro, Arcadi Oliveres, Joan Subirats o Oriol Nel·lo. El nou projecte polític naixia amb la intenció d'aglutinar-hi una bona part de l'esquerra a Catalunya. Una de les personalitats que va intervenir a l'acte fou Xavier Domènech, diputat d'En Comú Podem al Congrés dels Diputats d'Espanya, qui va remarcar que havien guanyat l'alcaldia de Barcelona i les dues darreres eleccions generals. Dins del grup inicial d'impulsors del projecte es trobaven Marta Ribas i David Cid (d'ICV), Eva Balart i Toni Salado (d'EUiA), Joan Giner i Àngels Martínez (de Podem) i Toni Ribas (d'Equo), tot i que la llista s'allarga fins a la vuitantena de persones. Xavier Domènech actua com a portaveu de l'organització.
El març de 2017, l'executiva de Podem, liderada per Albano Dante Fachin, se'n desvinculà; però, després d'un període de negociació, alguns dels seus membres sí que es van quedar dins del projecte, com Jéssica Albiach. Al maig van adoptar formalment el nom de Catalunya en Comú.

### Creació de Catalunya en Comú
L'assemblea constituent de la nova formació es va fer el 8 d'abril de 2017, per a la qual es van presentar 8 candidatures a la comissió executiva i 21 candidatures a la coordinadora del partit. A l'assemblea fundacional s'escollí la Direcció Transitòria, alhora que s'hi aprovaren els documents "Ideari polític: objectius i model de país" i "Principis d'ètica política i radicalitat democràtica".

### Incorporació de Podem
Les persones inscrites a Podem Catalunya van decidir concórrer a les eleccions del 21 de desembre en coalició amb Catalunya en Comú, després que el Sí va guanyar en la consulta impulsada per la direcció estatal de Podem, que considerava que la confluència podia obtenir un ampli suport de les bases de la seva marca catalana.
La consulta va dur-se a terme de l'1 al 7 de novembre de 2017 amb una participació històrica de 17.379 persones inscrites —prop del 60% de les bases—, que van respondre a la pregunta: "Dones suport que Podem es presenti a les eleccions del 21 de desembre a Catalunya en coalició amb Catalunya en Comú i les forces polítiques germanes que no avalem ni la declaració d'independència ni l'aplicació de l'article 155, amb la paraula Podem al nom de la coalició i a la papereta?".
Un total de 12.432 persones inscrites van optar per concórrer als comicis en coalició electoral amb Catalunya en Comú, mentre que 4.876 —un 28% aproximadament— ho van rebutjar. Els resultats van desembocar en la dimissió del secretari general de Podem, Albano Dante Fachin, i de vuit membres més del consell ciutadà català.
Per tant, a partir del mes de novembre de 2017, el nom de la coalició electoral passa a esdevenir Catalunya en Comú-Podem.

## Ideologia
El partit es defineix com una suma de partits d'esquerres. Dins del seu ideari públic, promouen un model econòmic i ecològic basat en el bé comú, una societat justa i igualitària, un país fratern i sobirà, feminista i inclusiu.

## Candidatures proclamades
| Circumscripció electoral              | Llistes proclamades |
| ------------------------------------- | --- |
| Circumscripció electoral de Barcelona | Lista1. Xavier Domènech Sampere 2. Elisenda Alamany Gutiérrez 3. Jéssica Albiach Satorres 4. Marta Ribas Frias 5. Joan Josep Nuet Pujals 6. Susana Segovia Sánchez 7. David Cid Colomer 8. Lucas Silvano Ferro Solé 9. Marc Parés Franzi 10. Concepción Abellán Carretero 11. Sandra Ezquerra Samper 12. Candela López Tagliafico 13. Marc Verneda Urbano 14. Núria Lozano Montoya 15. Antoni Ribas Bravo 16. Immaculada Sañé García-Cascón 17. Antonio Pérez García 18. Montserrat Mompió Gallart 19. Pere Mariné Jové 20. Ramon Arnabat Mata 21. Anna Maria Pérez Oller 22. Jordi Manils Tavío 23. Cristina Bedmar Batalla 24. Joaquim Balaguer Nicolau (Ximo) 25. Anna Maria Aroca de Maya 26. Ramon Gutiérrez Illana 27. Sandra Bernad Martínez 28. Germán López Sánchez 29. Jaume Durall Lobete 30. Raquel Serra Lerga 31. Antoni Salado Pérez 32. Leonardo Lamich Betancourt 33. Anna Cecília Querol Muñoz 34. Alba Blanco Ruiz 35. Araceli Viñes Herreros 36. Francisco J. Villaescusa Caballero 37. Nora Sánchez Oussedik 38. Dolores Morilla Hidalgo 39. Marc Martorell Escofet 40. Dolores Castro Leiva 41. Javier López Cegarra 42. Alba Molina Serrano 43. Eduard Navarro García 44. Narciso Sevilla Martínez 45. Mireia Marín Ferrer 46. Anna Maria González Montes 47. Jordi Gil Dorado 48. Ana Guadalupe Gallardo Vázquez 49. Marcos Ortega Canillas 50. Julio Rúa González |
| Circumscripció electoral de Girona    | Llista1. Llorenç Planagumà Guardia 2. Eugènia Pascual Puig 3. Maria Immaculada Montrey Griño 4. Juan Salmeron Crosas 5. Eva Rossell Teixidó 6. Yosef El Bakali Mateos 7. Maria Cristina Simó Alcaraz 8. Héctor Carrillo Guirao 9. Sònia Pujol Valls 10. Maria Teresa Palmer Barranco 11. Jorge Rodríguez Seguín 12. Maria Teresa Bravo Rodríguez 13. Víctor Catalan Casas 14. Maria Mercè Fortià Brugué 15. Ariadna Sánchez Mira 16. Marta Dòmenech Gràcia 17. Marc Vidal i Pou |
| Circumscripció electoral de Lleida    | Llista1. Sara Mercè Vilà Galan 2. Angel Agustin Porte Lafon 3. Carme Font Falguera 4. Joan Fornsubirà Marsol 5. Amparo Loren Bes 6. Jordi Pino Lacosta 7. Mercè Agustí Parareda 8. Francisco Madueño Rubio 9. Maria Inés Cedrón Rey 10. Marcel Colell Palà 11. Laia Martí Cacho 12. Ventura Margó Vives 13. Gloria Alcaide Salazar 14. Jesus Maria Sanchez Gracia 15. Ramona Gelonch Castañé Suplents: 1. Sergi Talamonte Sànchez 2. Meritxell Centeno Magí 3. Josep Maria Cucurull Fa 4. Carme Hernàndez Brezmes 5. Miguel Martínez Baena 6. Alfonso Garcia Garcia 7. Maria Àngels Sans Safont 8. Celestí Regué Farrà 9. Maria Pilar Morlans Ballester 10. Jaume Moya Matas |
| Circumscripció electoral de Tarragona | Llista1. Yolanda López Fernández 2. Maria Vila Miras 3. Carlos Sanchís de Andrés 4. Isabel Bou Bayona 5. Juan José Gómez Castillo 6. Eva Moreno Herrera 7. Andreu Agredano Bonet 8. Lara María Álvarez Álvarez 9. M.ª Carmen Pujadas Ruiz 10. Sergi Llobell Pérez 11. Alba Llorach Pino 12. Herman Pinedo Sánchez 13. Encarnación Ramírez Peña 14. Francisco Padilla Pérez 15. Verónica Rubio Lorente 16. Gerard Urgelesi Cobacho 17. José Manuel Calvente Redondo 18. Teresa Fortuny Solà Suplents: 1. Maria de la Cinta Carmen Galiana Llasat |